# 1923 dans la police
Cet article présente les faits marquants de l'année 1923 dans la police.

## Évènements
- 7 septembre : Création de l'Organisation internationale de police criminelle (OIPC), communément abrégée en Interpol.